# 1627
Năm 1627 là một năm bắt đầu từ ngày thứ Sáu trong lịch Gregory (hoặc một năm thường bắt đầu vào thứ hai của lịch Julius chậm hơn 10 ngày).

## Sự kiện

### Tháng 3
- Khởi đầu Trịnh–Nguyễn phân tranh: Trịnh Tráng đem 20 vạn quân xuống phía Nam đánh vào Đàng Trong của chúa Nguyễn Phúc Nguyên

### Tháng 5
- 11 tháng 5: Hậu Kim tấn công Cẩm Châu.

### Tháng 8
- 24 tháng 8: Chu Do Kiểm kế vị hoàng đế nhà Minh niên hiệu Sùng Trinh

## Mất
- Nổ Nhĩ Cáp Xích vua Hậu Kim
- 11 tháng 8: Hoàng đế Thiên Khải nhà Minh